# Radioforsats
En radioforsats er en radiomodtager uden udgangsforstærker (eng. tuner). Radioforsatsen består af elektronik, som modtager et signal fra en valgt radiokanal i et eller andet frekvensbånd via radioantennen eller kabel-tv. Forsatsen foretager demodulering af det indmodulerede signal og sender det ud som et linjesignal.

## Anvendelse
Eksempler på elektronik, som indeholder en radioforsats: Transistorradio, Ghettoblaster, Trådløs telefon, Mobiltelefon, Walkie-talkie, trådløst LAN, Bluetooth, radiour.

## Analog, digital, frekvensbånd
En analog radioforsats er designet til at kunne modtage en radiokanal i en eller flere af disse frekvensbånd, næsten kun i mono. Dog blev der i en årrække i 1990'erne i USA testet et stereosystem ved navn C-QUAM AM-stereo. Stereo-systemet anbefalede at AM-radiomodtageren opfyldte AMAX kravene:
- Primært AM-moduleret, men CW (Morse), SSB og FM-modulation bliver også benyttet:
  - Langbølgebåndet
  - Mellembølgebåndet
  - Kortbølgebåndet
- FM-moduleret (ofte i stereo):
  - FM-båndet
  - TV-signalets lyddel – indtil 1. november 2009, hvor analogt tv slukkede i Danmark.

En digital radioforsats er designet til at kunne modtage en radiokanal i en eller flere af disse frekvensbånd:
- Med Digital Radio Mondiale (DRM30, evt. i stereo) på:
  - Langbølgebåndet
  - Mellembølgebåndet
  - Kortbølgebåndet
- Med Digital Radio Mondiale (DRM+, evt. i stereo) på:
  - FM-båndet
- I Digital Audio Broadcast (DAB) i form af Eureka 147 DAB System eller Digital Multimedia Broadcasting (DMB, S-DMB, T-DMB) på:
  - VHF, VHF bånd III, kanal 12C, 217,5 – 230,0 MHz (Danmarks Radio).
  - UHF, L-bånd, 1.452 – 1.492 MHz (dette frekvensbånd er ikke endeligt vedtaget)
- Det FM bagud kompatible In-Band On-Channel DAB (IBOC DAB = HD Radio) evt. i stereo på:
  - FM-båndet

## Teknisk
Der er flere forskellige måder at lave en radioforsats på:
- Diodemodtager, Krystalmodtager – Anvendt i radiofoniens barndom. Normalt dårlig selektivitet, men godt undervisningseksempel. Kun stærke stationer kan modtages. Få komponenter. Ingen strømforsyning nødvendig undtagen radiosenderens modtagne energi.
- Retmodtager – Anvendes til visse radioure.[1]
- Neutrodyn modtager – Anvendt i radiofoniens barndom – ca. 1923-1926.
- Refleksmodtager – Anvendt i radiofoniens barndom. Normalt dårlig selektivitet, men godt undervisningseksempel. Kun en transistor/elektronrør anvendes normalt i forsatsen og den anvendes også som LF-forstærker og AM-detektor. Lavt strømforbrug.
- Superregenerativ modtager – Anvendt i radiofoniens barndom (1920'erne-1950'erne. Forbavsende god selektivitet og forstærkning. Kan være et godt undervisningseksempel. Kan være svær at benytte, da den let går i selvsving. Kun en transistor/elektronrør anvendes normalt i forsatsen. Lavt strømforbrug.
- Superheterodyn modtager – Særlig god til masseproduktion. Har normalt god selektivitet. Kræver mange komponenter, som normalt er stoppet ind i ICere.
- "Wadley-loop" - typisk efterfulgt af en superheterodyn modtager.
- Softwaredefineret radio (SDR) – Særlig god til masseproduktion. Har normalt god selektivitet. Særligt egnet til modtagelse af digital signaler. Kræver mange komponenter, som normalt er stoppet ind i ICere.